# Jiri Teml
Jiří Teml (født 24 juni 1935 i Vimperk Tjekkiet) er en tjekkisk komponist og producent.
Teml studerede komposition privat hos bl.a. Jiri Jaroch. Han var producent med klassisk musik på tjekkisk radio.
Han har komponeret 3 symfonier, orkesterværker, operaer, kammermusik og vokalværker.
Teml komponerer i moderne klassisk stil, med elementer af tjekkisk folklore.

## Udvalgte værker
- Symfoni nr. 1 "Folk og kilder" (1976) - for harpe, pauker og strygerorkester
- Symfoni  nr. 2 "Krigen med salamanderne" (1987) - for orkester
- Symfoni nr. 3 "Kafka" (1994-1998) - for orkester
- Koncert nr. 1 (1985) - for orgel, trompeter, slagtøj og strygerorkester
- "Analogt liv" "Hyldest til Leoš Janáček" (2003) - for orkester
- Violinkoncert (1974) - for violin og orkester